# Halcali
HALCALI (ハルカリ, Harukari) é uma dupla feminina japonesa de hip hop (Halca (21 de abril de 1988) e Yucali, (18 de julho de 1987)), produzida pelos membros do famoso grupo de hip hop Rip Slyme. A música desta dupla pode ser definida como um hip hop festivo, misturado com pop, resultando em músicas altamente divertidas. Os videoclipes e os shows ao vivo dessas duas garotas são caracterizados por coreografias únicas e geralmente seus vídeos possuem um elemento engraçado.
Seu nome é a combinação dos nomes das integrantes do grupo, Haruka e Yukari: Harukari ou HALCALI.
HALCALI fez sua estreia americana em Maio de 2008 como convidados músicais de honra na área de cultura japonesa, mangás e animes convenção Anime Central, em  Chicago. Elas realizaram novamente na América, no Central Park, Nova Iorque, 1 de junho , 2008, como parte do Japan Day Festival.

## Temas deanimes
Algumas canções de Halcali foram usadas para abertura ou encerramento de séries de animes .[carece de fontes?]
- "Tip Taps Tip" – Eureka Seven, 3° tema de encerramento
- "Look" – Demashita! Powerpuff Girls Z, 2° tema de encerramento
- "Lights, Camera. Action!" – Getsumento Heiki Mina, tema de abertura
- "Tandem" – Ga-Ra-Ku-Ta: Mr. Stain on Junk Alley, tema de encerramento
- "Long Kiss Good Bye" – Naruto Shippūden, 7° tema de encerramento